# 50250 Daveharrington
50250 Daveharrington este un asteroid din centura principală de asteroizi.

## Descriere
50250 Daveharrington este un asteroid din centura principală de asteroizi. A fost descoperit pe 30 ianuarie 2000 în cadrul proiectului CSS. Asteroidul prezintă o orbită caracterizată de o semiaxă mare de 2,66 ua, o excentricitate de 0,04 și o înclinație de 1,5° în raport cu ecliptica.